# Podravka
Podravka d.d. er en kroatisk fødevareproducent med hovedsæde i Koprivnica. Virksomheden blev etableret i 1934 som en frugtfabrik.